# الروح والجسد (فلم)
الروح والجسد فيلم مصري تم إنتاجه عام 1948، من تأليف يوسف جوهر وإخراج حلمي رفلة و بطولة محمد فوزي وكاميليا.

## فريق العمل
إخراج: حلمي رفلة
تأليف: يوسف جوهر
إنتاج: أفلام محمد فوزي
طاقم العمل:
- محمد فوزي
- كاميليا
- كمال الشناوي
- شادية
- إسماعيل يس
- إلياس مؤدب
- حسن كامل
- فؤاد فهيم
- هند رستم
- نجوى سالم

## روابط خارجية
- مقالات تستعمل روابط فنية بلا صلة مع ويكي بيانات